# Nomia selangorensis
Nomia selangorensis är en biart som beskrevs av Cockerell 1920. Nomia selangorensis ingår i släktet Nomia och familjen vägbin. Inga underarter finns listade i Catalogue of Life.